# Philippos van Griekenland en Denemarken

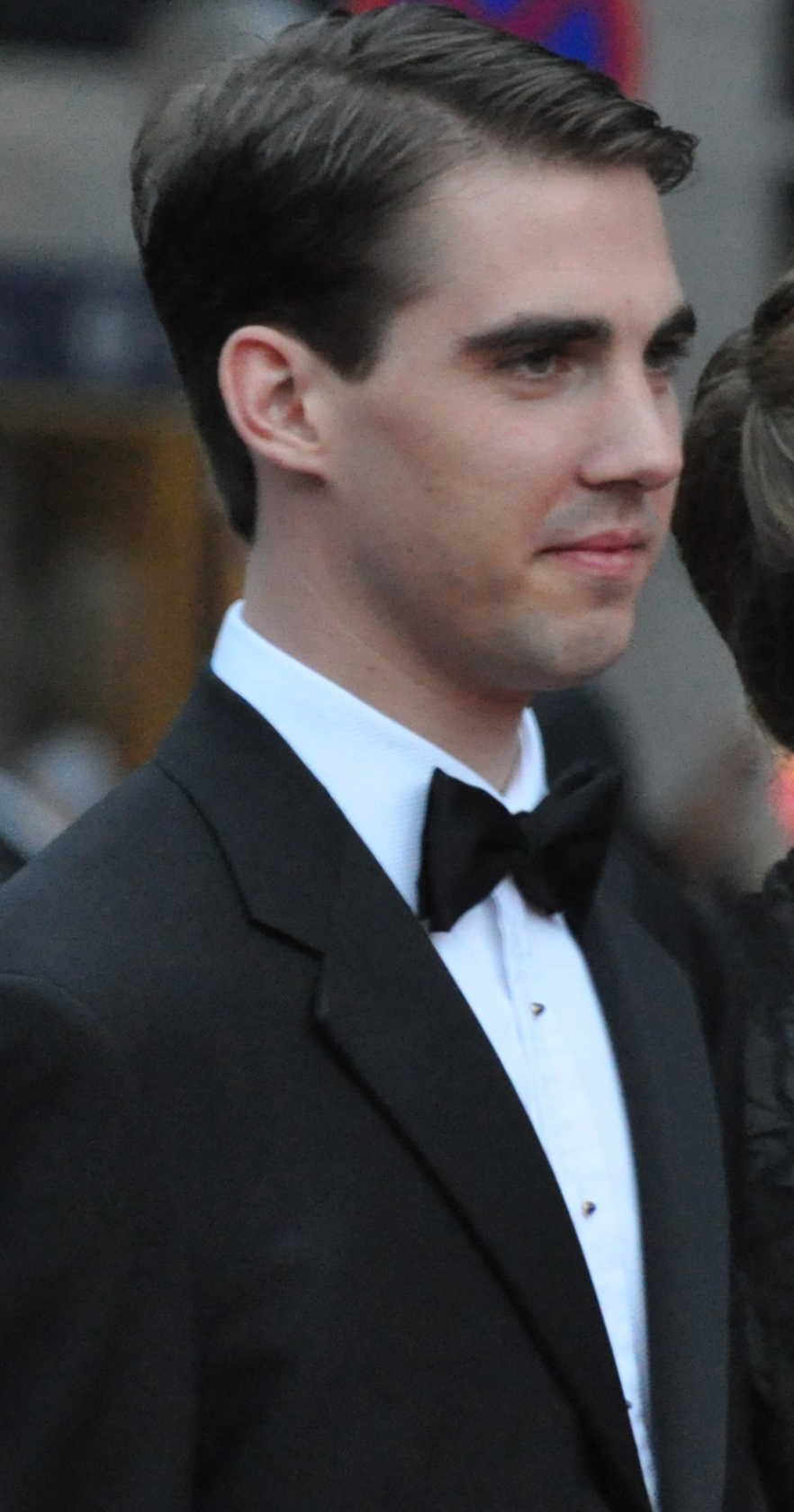
Prins Philippos op de bruiloft van kroonprinses Victoria van Zweden, 19 juni 2010

Philippos van Griekenland en Denemarken (Grieks: Φίλιππος της Ελλάδος και τη Δανία) (Paddington, Londen, 26 april 1986) is de jongste zoon van ex-koning Constantijn II van Griekenland en Anne Marie van Denemarken. Hij is dertien jaar na het afzetten van zijn vader geboren en twaalf jaar nadat de Griekse monarchie definitief werd afgeschaft. 

## Biografie
De prins is gedoopt in de Grieks-orthodoxe kathedraal van St. Sophia, Bayswater, Londen, Engeland op 10 juli 1986. Zijn peetouders zijn: Prins Philip, koning Juan Carlos I van Spanje, Lady Diana en prinses Elena van Spanje. Zelf is hij ook peetvader van Amelia, de jongste dochter van zijn zus Alexia,  en ook nog van Odysseus Kimon, een zoon van zijn broer Paul.
Hij heeft een diploma gehaald aan de Edmund A. Walsh School of Foreign Service, een onderdeel van de Universiteit van Georgetown.
In Denemarken draagt Philippos officieel de titel Zijne Koninklijke Hoogheid Prins Philippos van Griekenland en Denemarken.